# Chiesa di San Carlo Borromeo (Mestre)
La chiesa di San Carlo Borromeo di Mestre venne fondata nel 1616 per volere del Consiglio di Mestre e dei Cappuccini di Venezia

## Campana
Il campanile della Chiesa ospita una campana in Fa4 a slancio manuale.

## Prima dell'edificazione
L'ordine dei Cappuccini si diffonde nel veneto nel 1535, e diventa subito in voga per la bravura come oratori dei frati.
Il Consiglio civico di Mestre chiede, nel 1587, la formazione del convento dei cappuccini, la Scuola dei Battuti concede alcune delle sue proprietà per favorire la venuta dei frati a Mestre.
La costruzione del convento viene comunque rinviata da parte dei frati. Il progetto venne realizzato più tardi perché fortemente voluto sia dal Consiglio cittadino che dalla Scuola dei Battuti che voleva poter garantire un'assistenza spirituale ai pazienti del suo ospedale. Anche i Cappuccini insediati a Venezia volevano una sede a Mestre come base per la terraferma, così nel 1612 i Cappuccini innalzarono una croce nel luogo dove sarebbe stata edificata la chiesa e nel 1613 iniziarono i lavori di costruzione, che finirono nel 1616.

## Storia
Nel 1617 il convento collegato alla chiesa ebbe il suo primo superiore e una dozzina di frati.
Nel 1619 la chiesa venne consacrata e dedicata a San Carlo Borromeo e a San Francesco d'Assisi. Questa fu la prima chiesa in territorio veneto ad essere consacrata a San Carlo Borromeo e nel 1643 i frati riuscirono anche ad avere una reliquia di detto santo.
Nel 1702 si aggiunse una terza ala al convento, ma dovettero essere effettuati lavori di restauro già nel 1756 quando un forte uragano scoperchiò la chiesa e distrusse un'ala del convento.
Con la caduta di Venezia (1797) i frati furono soggetti alla leggi napoleoniche e quindi soppressi con il decreto del 1810.
A causa dell'abbandono dei frati il convento deperì rapidamente e nel 1932 fu in gran parte demolito.
Il 28 marzo 1940 il convento venne riaperto per forte volere del Patriarca e dei mestrini.
Nel 1962 venne effettuata una ricostruzione per adattare gli spazi alle esigenze dei frati. La costruzione della chiesa su progetto di Giovanni Cerutti si compì nel primo anno, mentre il convento fu inaugurato nel 1967.
Padre Narciso Crosara fece collocare nella chiesa un'immagine della Vergine, Madonna del Don, recuperata tra le macerie durante la guerra in Russia, mentre prestava servizio come cappellano nella brigata Julia degli alpini.
Fece dedicare una cappella alla Vergine, dove collocò l'immagine e 13 lampade di pregio, ognuna con il nome di un reparto della Julia.

## Architettura
Costruita in stile neoromanico a navata unica. La facciata ha un piccolo portico a cuspide a protezione dell'entrata e al di sopra c'è una piccola finestrella circolare (oculo).

## Opere d'arte
Sull'altar maggiore si può vedere la pala di Andrea Vicentino intitolata La Madonna con il bambino ed i Santi Carlo Borromeo, Francesco d'Assisi e Antonio da Padova datata 1617.
Questa pala proveniente da una chiesa abbattuta è molto importante per la biografia del pittore, che prima dello studio di questa, aveva la sua morte datata nel 1614.
Sempre sull'altare ci sono 2 dipinti che appartengono all'altare originale che hanno come soggetto i Santi Pietro e Paolo dipinti da Paolo Piazza.
Sono presenti anche altre due pale, una raffigurante La Madonna e San Felice da Cantalice tra due santi francescani e due monache, l'altra raffigurante La Trinità.
La cappella dell'Addolorata ha al suo interno un'effigie russa che rappresenta la Vergine (La Madonna del Don) con il cuore in mano trafitto da sei coltelli. Nella stessa cappella sotto l'immagine della Vergine è stata collocata una statua lignea di Cristo di uno scultore veneto del XV secolo.
Nel refettorio è presente un'opera di Fra Semplice da Verona intitolata Comunione degli Apostoli datata 1645-1646.
Nel convento sono anche presenti: L'Estasi di San Francesco dipinto portato da Villa Erizzo, Cristo crocifisso con due santi francescani di Fra' Semplice da Verona e I primi tre santi cappuccini datato XVIII secolo, di un ignoto.